# Aeropuerto Internacional General Rodolfo Sánchez Taboada
El Aeropuerto Internacional de Mexicali (Código IATA: MXL - Código OACI: MMML - Código DGAC: M1L), oficialmente Aeropuerto Internacional General Rodolfo Sánchez Taboada, es un aeropuerto localizado en Mexicali (Baja California) cerca de la Frontera entre Estados Unidos y México. Es el aeropuerto más septentrional de México, es decir, geográficamente más al norte.

## Galería de fotos

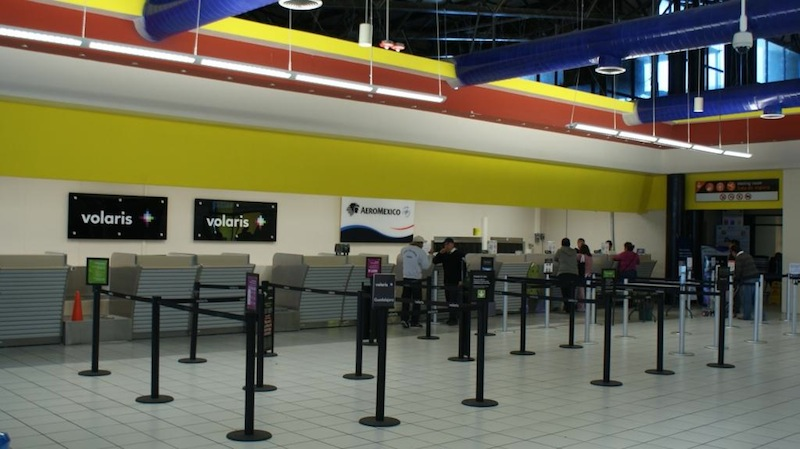
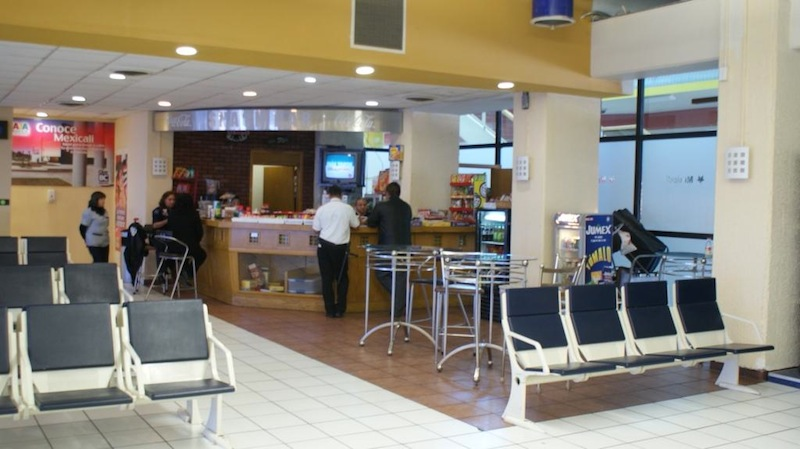
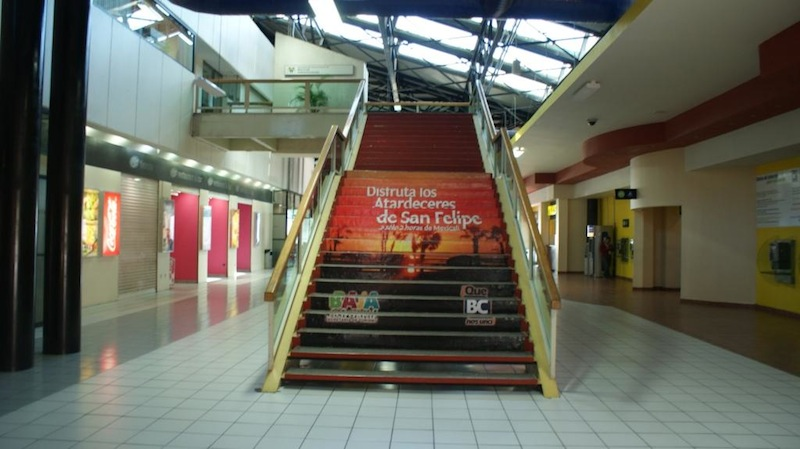
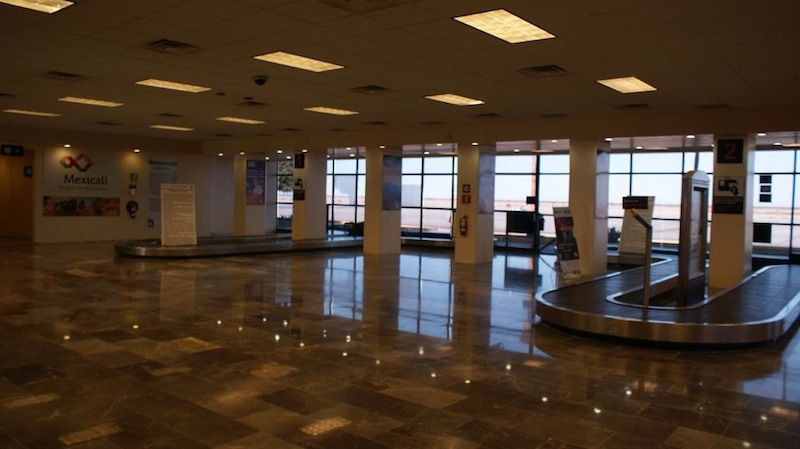
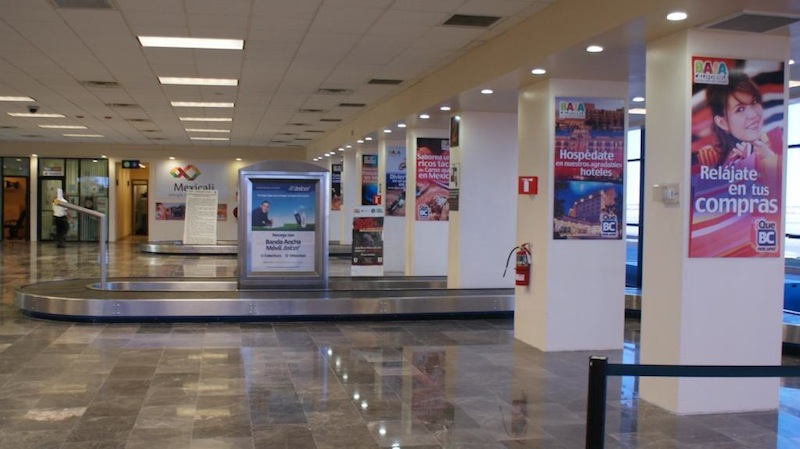
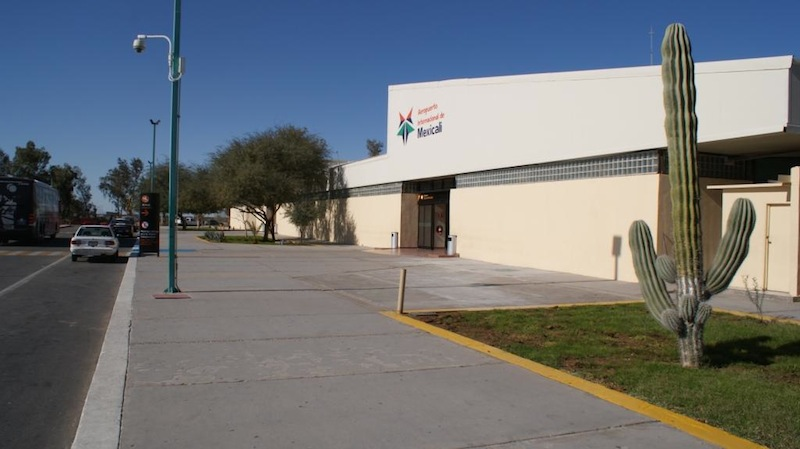
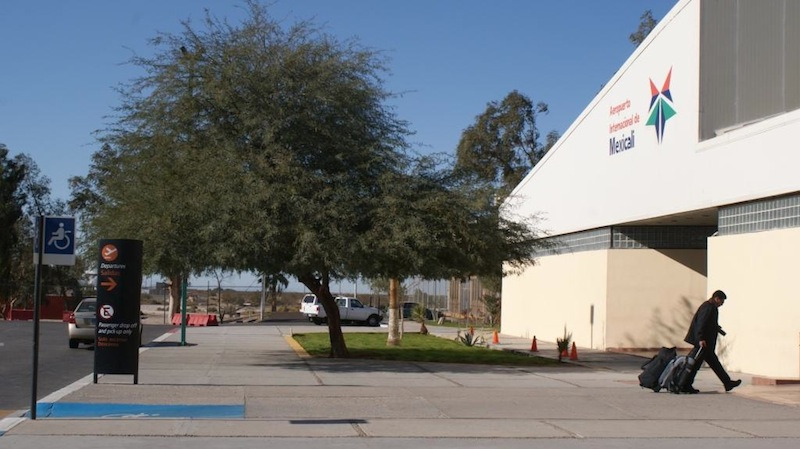
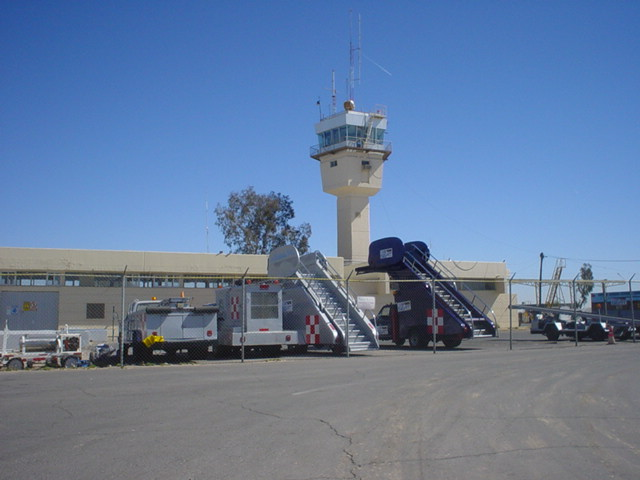
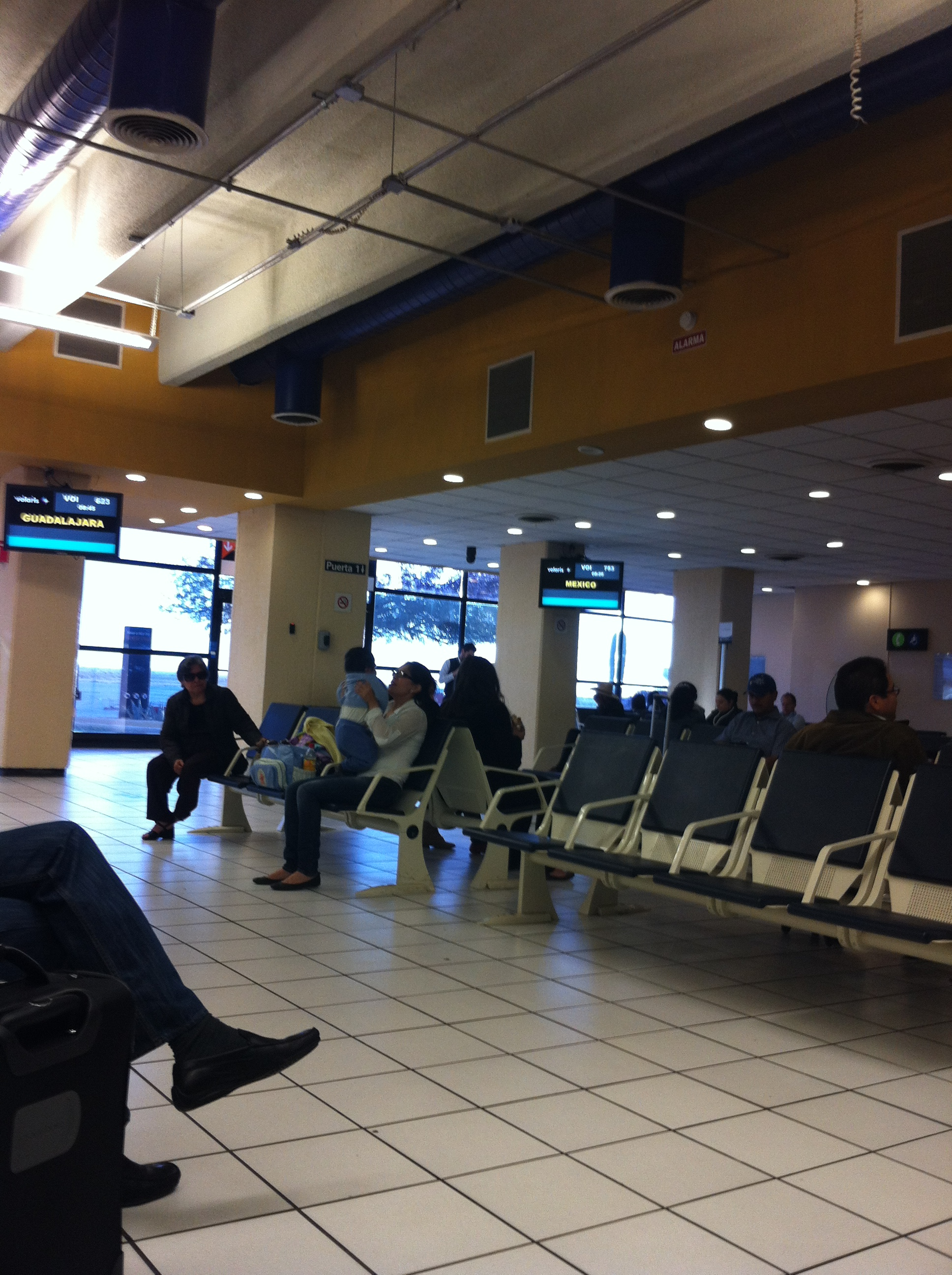

## Información
El Aeropuerto Internacional de Mexicali se encuentra localizado a 20 kilómetros al este de la ciudad. La superficie actual del aeropuerto es de 535 hectáreas; cuenta con una pista de 2,600 m de longitud por 45 metros de ancho con una superficie de concreto asfáltico y tiene una capacidad operativa de 18 operaciones por hora.
Así mismo para el desalojo de las aeronaves se disponen dos calles de rodaje designadas como "Alfa" y "Bravo", de 385 y 460 metros de longitud respectivamente, por 23 metros de ancho.
Adicionalmente se encuentran dos plataformas, una de aviación comercial y la otra de aviación general para el estacionamiento de las aeronaves. Siendo la de aviación comercial de concreto hidráulico con tres posiciones para aeronaves tipo Airbus A320 o Boeing 737 (todas sus series) y Boeing 757; y la otra de carpeta asfáltica para uso de la aviación general con 24 posiciones y 3 helipuertos.
Para el 2021, Mexicali recibió a 1,094,000 pasajeros, mientras que para 2022 recibió a 1,298,800 pasajeros, según datos publicados por el Grupo Aeroportuario del Pacífico.
Aviacsa dejó de operar en Mexicali el 12 de mayo del 2008.
El aeropuerto recibió su nombre en homenaje al militar y político mexicano, que fue gobernador de Baja California, presidente del PRI y Secretario de Marina, Rodolfo Sánchez Taboada.
Para el apoyo en situaciones de emergencia, el aeropuerto dispone de un edificio para el SSEI (Servicio de Salvamento y de Extinción de Incendios).
Existe también un cuarto de máquinas y de ayudas visuales, una torre de control, 3 hangares y una planta de tratamiento de aguas residuales, entre otros.

## Aerolíneas y destinos

### Pasajeros

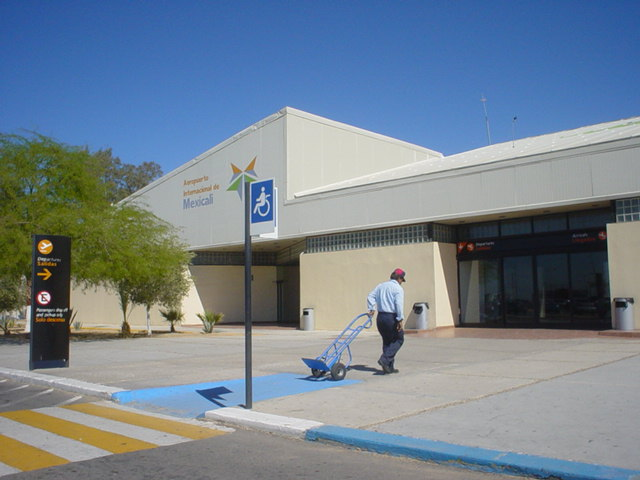
Entrada principal del aeropuerto.

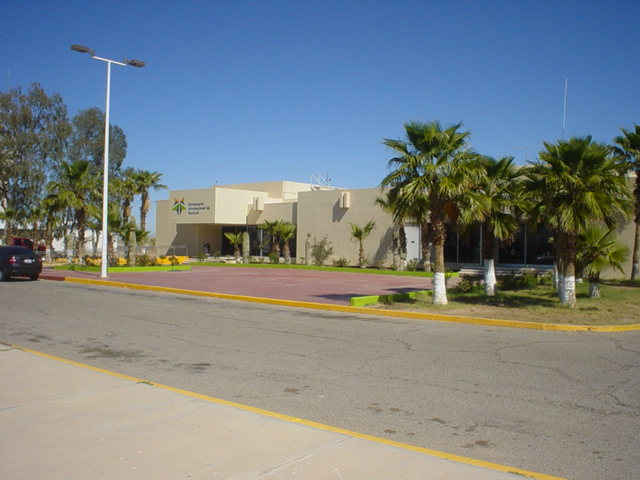
Terminal de Aviación General.

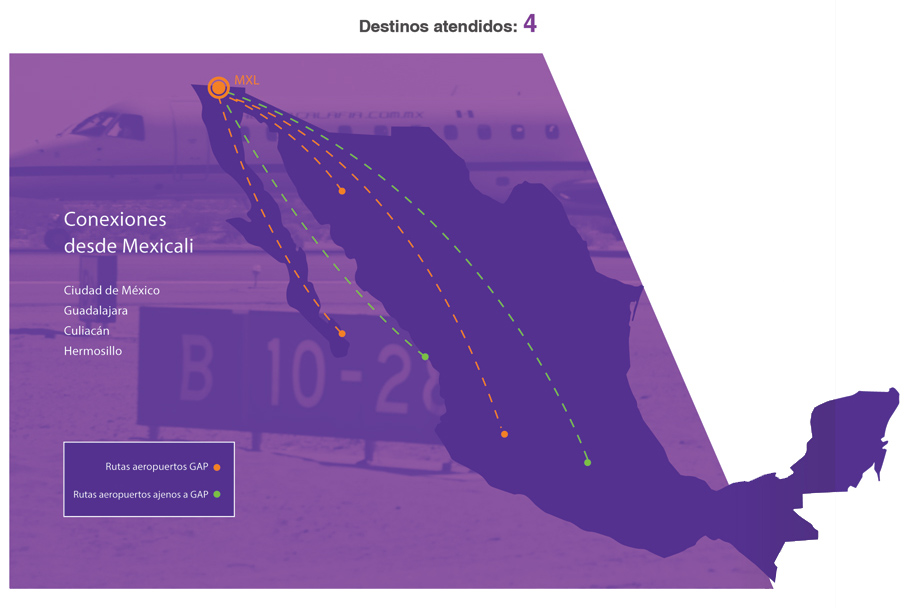
Destinos del aeropuerto.

| Destinos por aerolínea                                 | Destinos por aerolínea | Destinos por aerolínea | Destinos por aerolínea |
| Aerolínea                                              | Destinos |                        |                        |
| ------------------------------------------------------ | --- | ---------------------- | ---------------------- |
| Aeroméxico                                             | Ciudad de México |                        |                        |
| Aeroméxico Connect                                     | Ciudad de México |                        |                        |
| Viva                                                   | Cancún, Guadalajara, Monterrey |                        |                        |
| Volaris                                                | Ciudad de México, Culiacán, Guadalajara, Hermosillo, León/El Bajío, Los Mochis, Monterrey, Morelia, Puerto Vallarta, San José del Cabo |                        |                        |
| Total: 11 destinos nacionales, 4 aerolíneas nacionales | |                        |                        |

Notas
1. ↑  El vuelo de Viva con destino Cancún hace escala en Monterrey.

### Destinos nacionales
Se brinda servicio a 11 ciudades dentro del país a cargo de 4 aerolíneas. El destino de Aeroméxico también es operado por Aeroméxico Connect.
| Cancún (CUN)            |    | • |   |   | 1  |
| Ciudad de México (MEX)  | •  |   | • |   | 2  |
| Culiacán (CUL)          | •  |   |   |   | 1  |
| Guadalajara (GDL)       | •  | • |   |   | 2  |
| Hermosillo (HMO)        | •  |   |   |   | 1  |
| León (BJX)              | •  |   |   |   | 1  |
| Los Mochis (LMM)        | •  |   |   |   | 1  |
| Monterrey (MTY)         | •  | • |   |   | 2  |
| Morelia (MLM)           | •  |   |   |   | 1  |
| Puerto Vallarta (PVR)   | •  |   |   |   | 1  |
| San José del Cabo (SJD) | •  |   |   |   | 1  |
| Total                   | 10 | 3 | 1 | 0 | 11 |

## Estadísticas

### Rutas más transitadas
| Número | Ciudad                                 | Pasajeros | Ranking     | Aerolínea                               |
| ------ | -------------------------------------- | --------- | ----------- | --------------------------------------- |
| 1      | Ciudad de México                       | 186,704   | Sin cambios | Aeroméxico, Aeroméxico Connect, Volaris |
| 2      | Guadalajara, Jalisco                   | 141,667   | Sin cambios | Volaris                                 |
| 3      | Monterrey, Nuevo León                  | 40,128    | 4           | Viva                                    |
| 4      | Hermosillo, Sonora                     | 19,553    | 5           | Volaris                                 |
| 5      | León, Guanajuato                       | 19,228    | Sin cambios | Volaris                                 |
| 6      | San José del Cabo, Baja California Sur | 22,526    |             | Volaris                                 |
| 7      | Los Mochis, Sinaloa                    | 14,907    |             | Volaris                                 |
| 8      | Puerto Vallarta, Jalisco               | 13,559    | 2           | Volaris                                 |
| 9      | Cancún, Quintana Roo                   | 6,668     | 5           | Volaris                                 |
| 10     | Morelia, Michoacán                     | 3,874     | 2           | Volaris                                 |

## Accidentes e incidentes
- El 17 de abril de 1959 una aeronave Curtiss C-46F-1-CU Commando con matrícula XA-MIS operado por Tigres Voladores que operaba un vuelo entre el Aeropuerto de Guaymas y el Aeropuerto de Mexicali se precipitó a tierra durante su fase de crucero tras una supuesta explosión a bordo, estrellándose y matando a los 5 tripulantes y a los 21 pasajeros.[5]

- El 19 de septiembre de 2003 se estrelló cerca de Fresnillo, Zacatecas una aeronave Lockheed C-130A Hércules con matrícula 3603 operada por la Fuerza Aérea Mexicana, matando a los 6 tripulantes a bordo. La aeronave procedía del Aeropuerto de Mexicali, rumbo a la Base Aérea de Santa Lucía. El accidente ocurrió debido a una explosión provocada por fuga de combustible.[6]

- El 28 de julio de 2004 una aeronave Rockwell Sabreliner 60 con matrícula XC-PFN operado por la Policía Federal que cubría un vuelo entre el Aeropuerto de Tijuana y el Aeropuerto de Mexicali, sufrió una excursión de pista tras aterrizar en su destino, saliéndose 750 metros más allá de la cabecera de la pista y causando daños irreparables en la aeronave. Los 2 tripulantes y los 4 pasajeros sobrevivieron.[7]

- El 27 de abril de 2012 una aeronave Boeing 727-212 con matrícula XB-MNP apodado "Big flo", fue estrellada a propósito bajo condiciones controladas en un experimento hecho por la Dirección General de Aeronáutica Civil y por Discovery Channel en Laguna Salada. En dicho experimento se concluyó que al impactar primero la nariz del avión, los pasajeros en la parte frontal de la aeronave son más propensos a morir, los pasajeros en la parte media pueden sobrevivir pero con heridas graves y los pasajeros en la parte trasera sobrevivirán con menos lesiones.[8][9]

- El 27 de julio de 2012 una aeronave Airbus A320-233 con matrícula XA-VOM que operaba el vuelo Y4751 de Volaris entre el Aeropuerto Internacional de la Ciudad de México y el Aeropuerto de Mexicali tuvo que aterrizar de emergencia en el Aeropuerto de Morelia por problemas en los motores. Los 6 miembros de la tripulación y los 171 pasajeros resultaron ilesos.[10][11][12]

## Aeropuertos cercanos
Los aeropuertos más cercanos son:
- Aeropuerto Internacional de Calexico (25 km)
- Aeropuerto del Condado de Imperial (39 km)
- Aeropuerto Internacional de Yuma (58 km)
- Aeropuerto Internacional de Tijuana (163 km)
- Aeropuerto Internacional de Palm Springs (177 km)
- Aeropuerto Internacional de San Diego (183km)
- Aeropuerto Internacional de San Felipe (193km)